# Ermita de Nuestra Señora de Revilla (Baltanás)
La ermita de Nuestra Señora de Revilla es una Ermita patronal católica dedicada a la Virgen de Revilla. Está ubicada en la localidad de Baltanás (provincia de Palencia, Castilla y León, España). Fue construido en el siglo XVII - XVIII. Su arquitectura es de estilo renacentista y barroco, mientras que su mobiliario interior responde a diversas variedades estilísticas del barroco. Está localizada en el Barrio del Arrabal o Revilla, de donde procede su nombre. 

## Elementos arquitectónicos

### Exterior

#### Átrio de Revilla

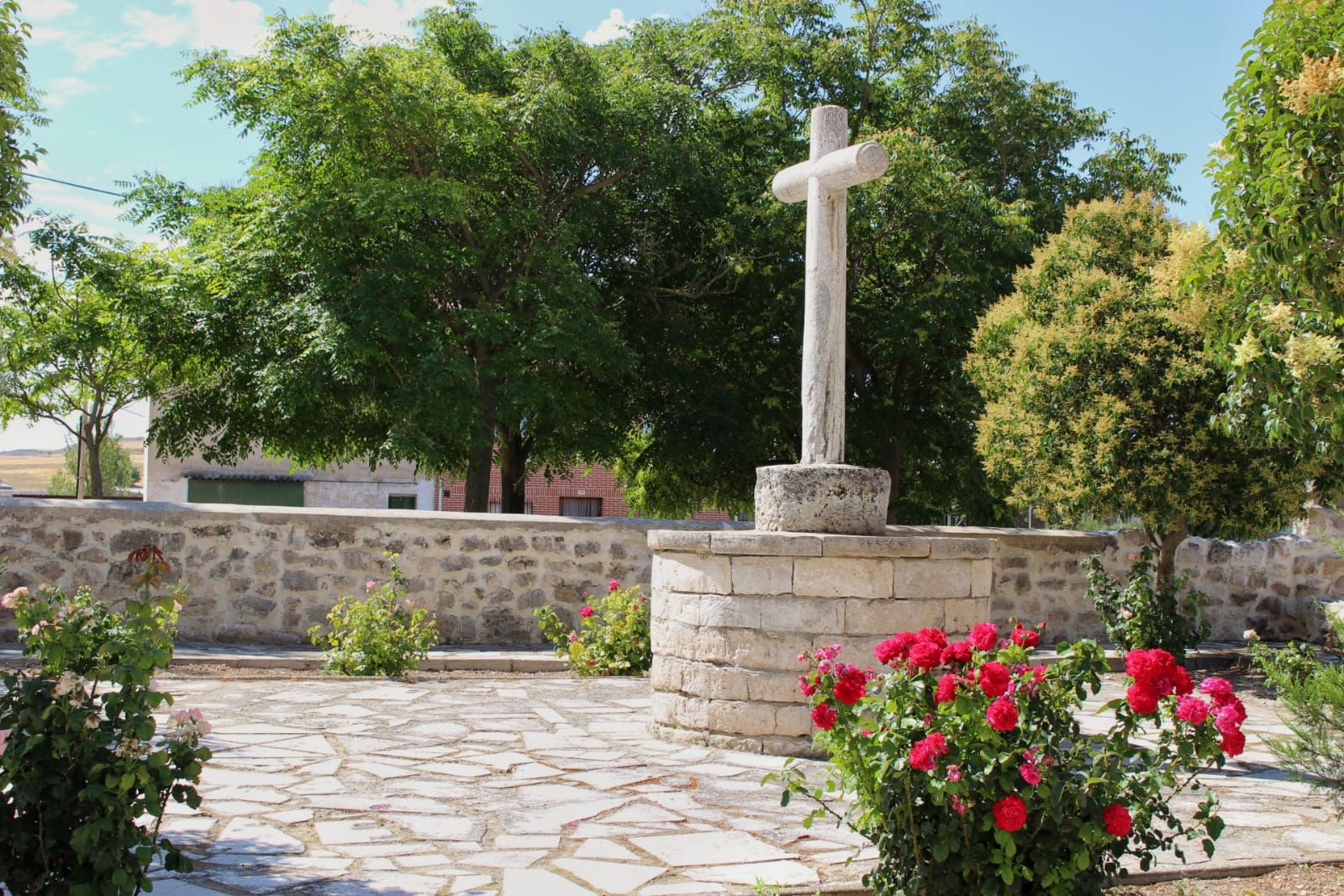
Atrio

El atrio de la ermita es un patio circundante rodeado por una pequeña valla construida en piedra de mampostería que da acceso a la entrada de la ermita. Dentro de este atrio se albergan unos jardines con diferentes variedades de plantas y árboles. 

#### Espadañas

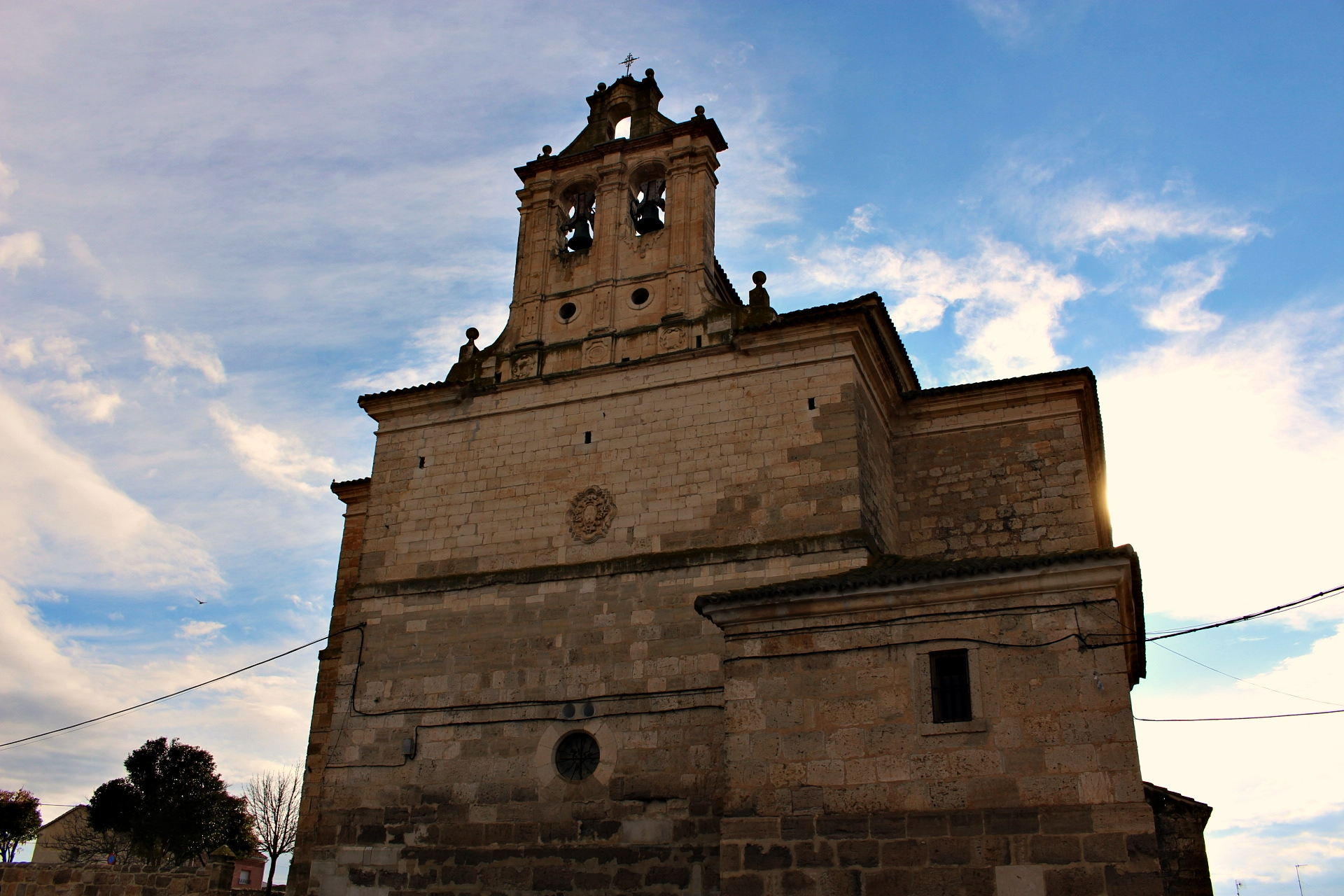
Espadaña

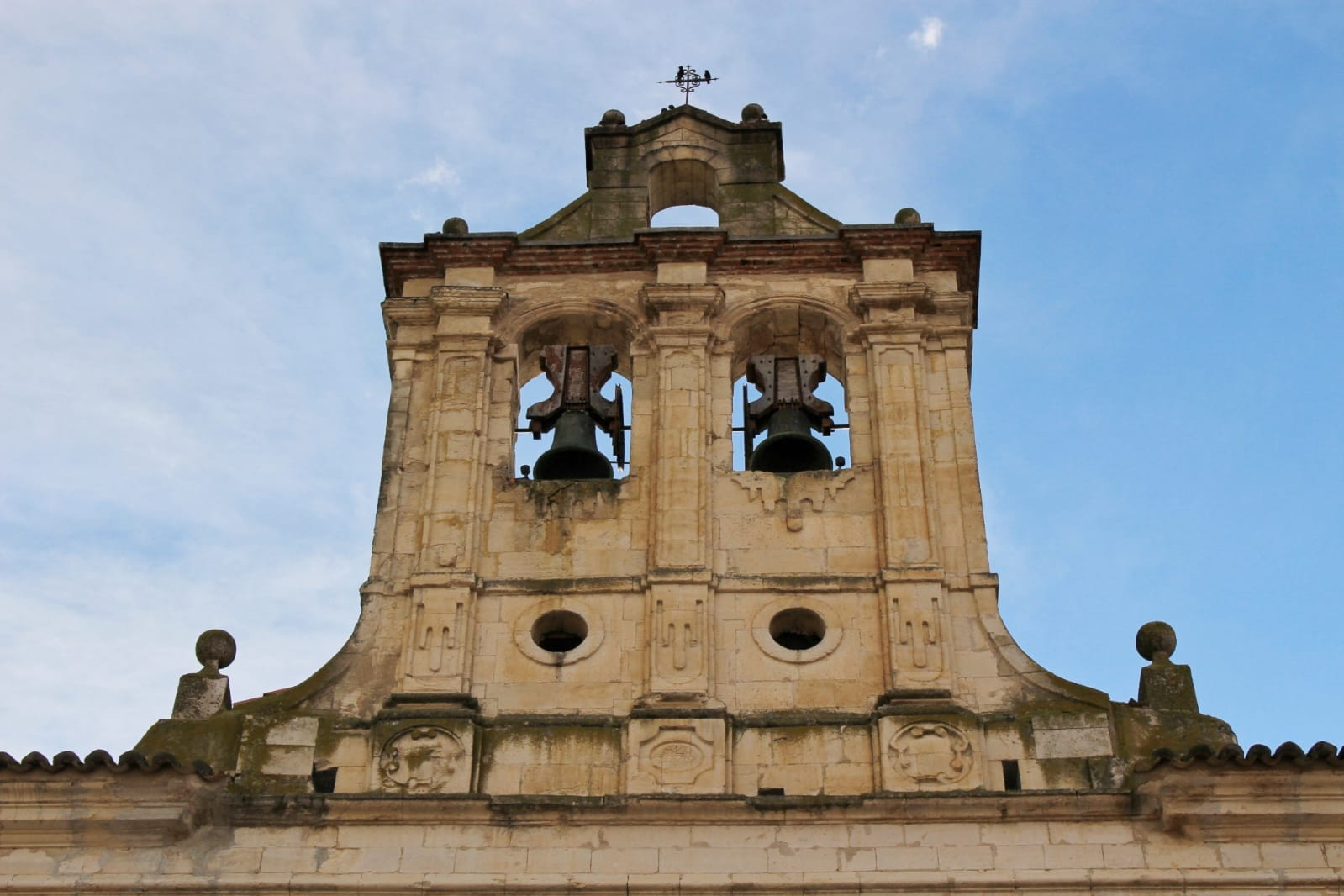
Espadaña y campanas Ermita de Nuestra Señora de Revilla.

La ermita cuenta con dos espadañas, que son estructuras murales que se prolongan verticalmente, sobresaliendo del resto de la edificación, acabando en un pináculo. La ermita cuenta con dos espadañas, una los pies y otra en la cabeza. Cada una de ellas cuenta con dos vanos y en la espadaña de la cabeza están localizas una campana.

### Interior
El templo actual se asentó sobre la iglesia medieval de Santa María, mencionada en la estadística que la diócesis de Palencia efectuó en el año 1345. La actual ermita, construida entre los siglos XVII y XVIII tiene una sola nave y planta de cruz latina. Su interior alberga una bóveda de medio cañón y una cúpula decorada con yeserías de estilo barroco. 

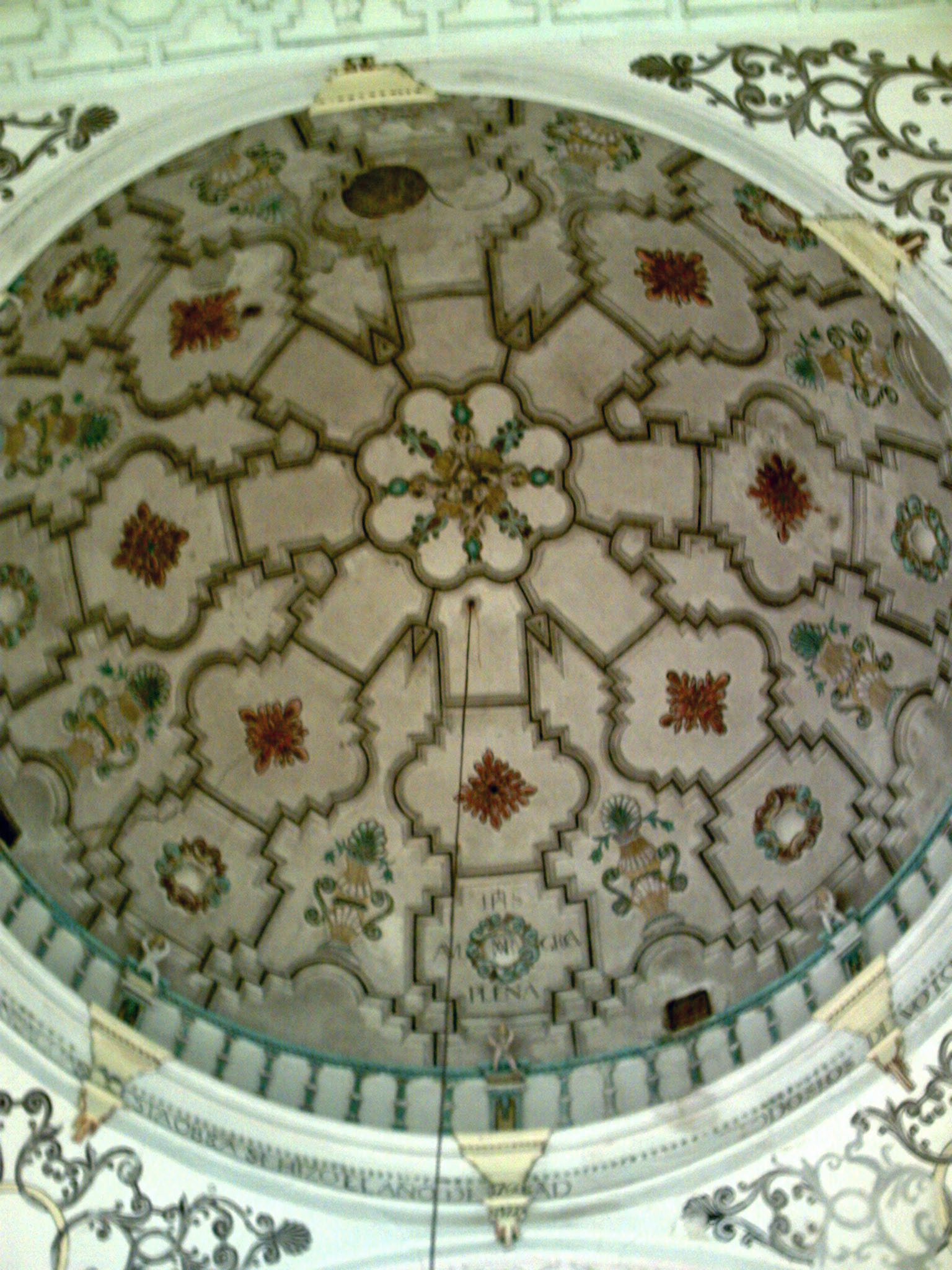
Cúpula de la ermita.

## Elementos escultóricos y decorativos
El retablo del altar mayor está datado en el siglo XVIII, realizado en madera y posteriormente dorada, presenta altorrelieves de temas marianos. En su parte central se encuentra la Virgen de Revilla, patrona de Baltanás. En el primer piso del retablo se encuentran varias esculturas de madera policromía como Santa Bárbara, San Juan Evangelista, San Lorenzo y Santa Gertrudis. En el segundo tramos se encuentran esculturas también policromas de Santo Domingo, San Miguel, San Norberto. 

Además del retablo mayor, el templo alberga en las naves laterales, pequeñas capillas adosadas a la pared con retablos del siglo XVIII. Una de las capillas es la dedicada a San Vicente Ferrer y San Martín de Tours. 

La escultura más importante del templo es la Virgen de Revilla, una talla de belén del siglo XVIII considerada la figura de belén más antigua de España, representa la huida a Egipto con la Virgen María y el niño encima de la borriquilla y San José al lado, junto a una palmera. Esta escultura fue robada el 9 de septiembre de 1981 por el famoso ladrón europeo de obras de arte del siglo XX, Erik el Belga. Erik vendió la imagen a un primer anticuario por 450 000 pesetas, este la vendió a un marchante de arte, acabando la imagen en manos de un anticuario francés, donde fue intervenida por la policía española, pero no apareció ni San José ni la borriquilla. Finalmente, la figura fue recuperada en Barcelona el 7 de marzo de 1983. Por seguridad, la figura original de la Virgen de Revilla se conserva actualmente en el Museo del Cerrato Castellano de Baltanás y solo vuelve a su ermita en días señalados. La huida a Egipto que se venera actualmente en el templo es una réplica del restaurador burgalés Florentino Lomillo.

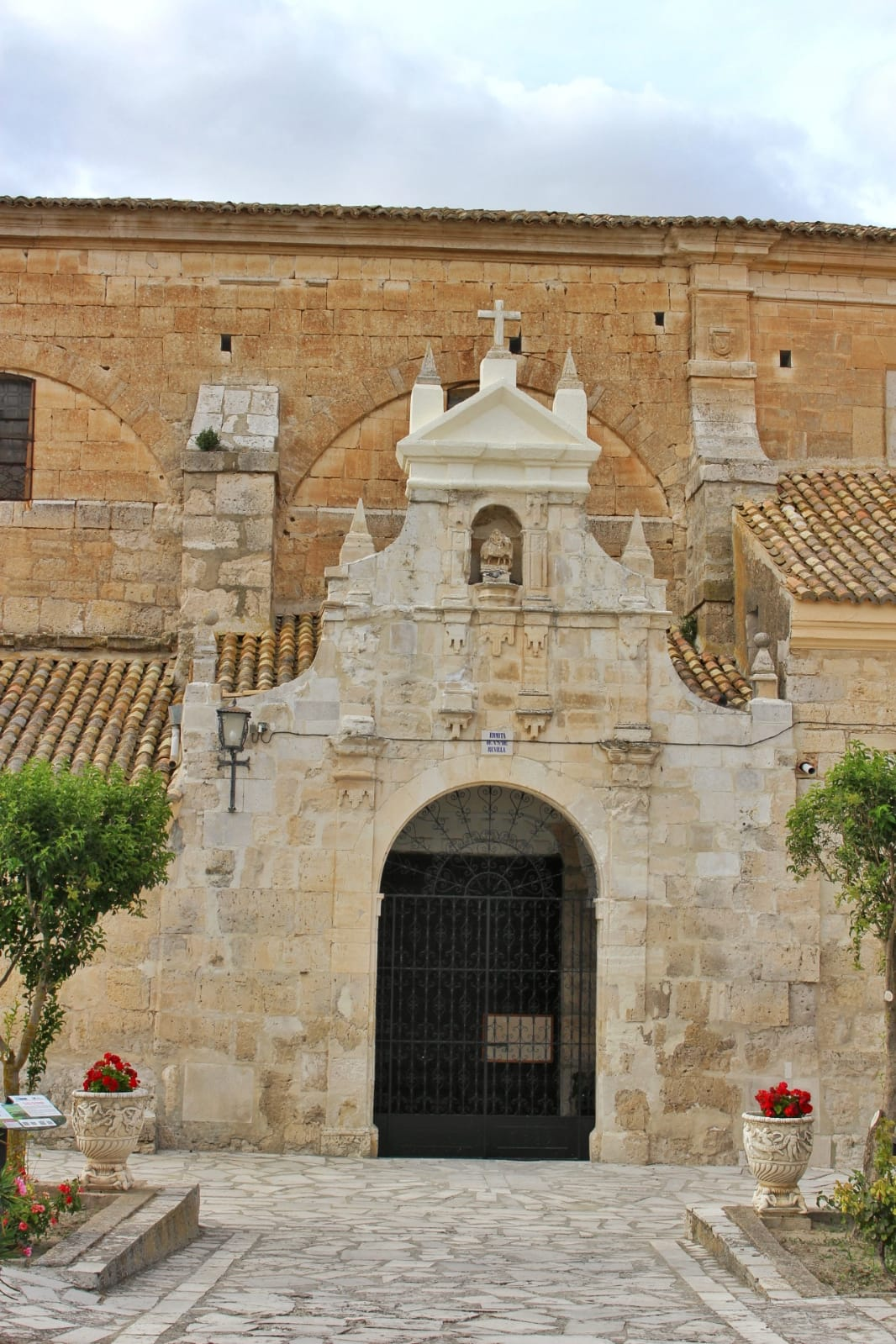
Entrada

Además de esta figura, en el templo se conservan otras imágenes de la Virgen de Revilla en marfil, madera y alabastro, como por ejemplo una pequeña figura de la Virgen tallada en piedra que se encuentra sobre el pórtico de la entrada a la ermita.

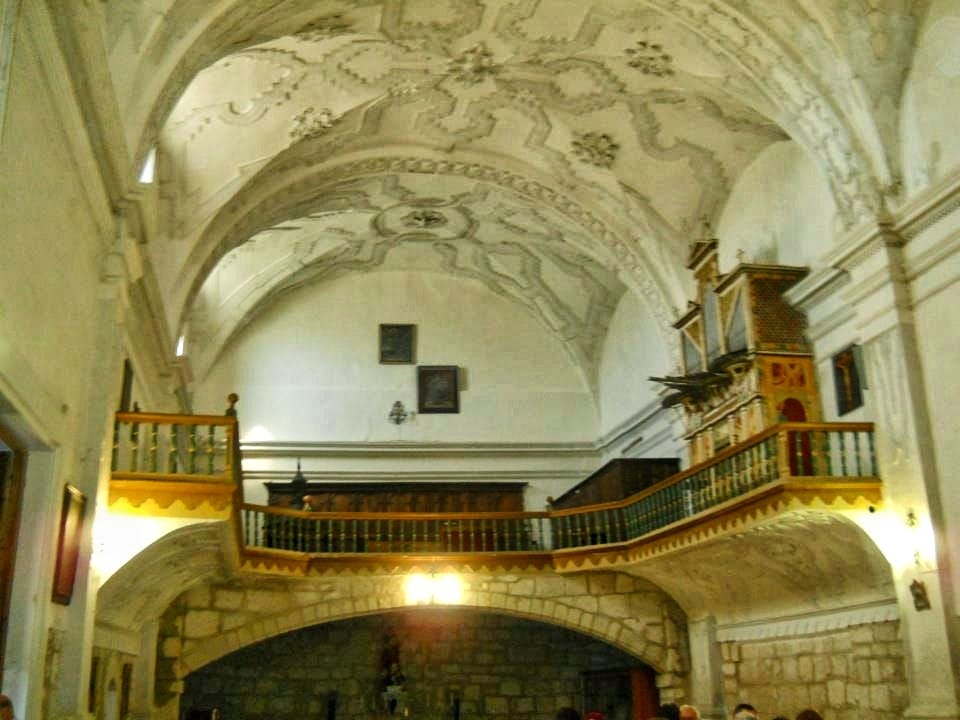
Coro alto y órgano

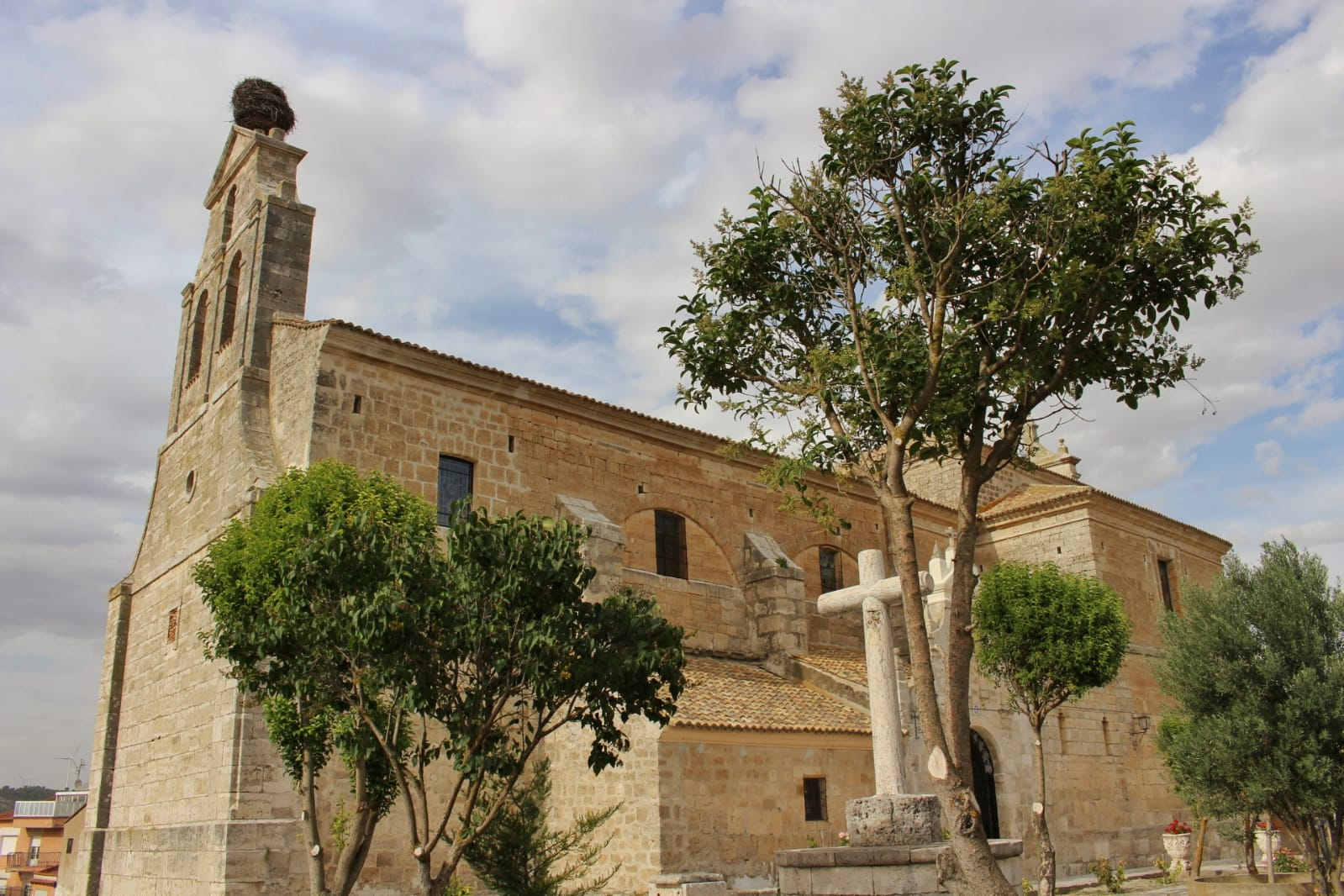
Fachada

Otro de las joyas de la ermita es su órgano, que data del año 1796, construido por Manuel de San Juan como se puede ver en la inscripción situada en el arca de tiples figura: "Me hizo Don Manuel de San Juan de Logroño a honra y gloria de Dios. Año 1796". Este órgano de estilo neoclásico se encuentra en la tribuna, al lado del Evangelio, con acceso por el coro alto.